# Ušlechtilé kovy
Ušlechtilé kovy jsou přechodné kovy s nejvyššími kladnými hodnotami elektrochemických potenciálů, zejména standardního elektrodového potenciálu. Mezi ušlechtilé se běžně řadí kovy nacházející se v pravé části přechodných řad: měď, stříbro, zlato a platinové kovy. Tyto kovy se vyznačují nízkou reaktivitou a vysokou odolností vůči korozi. Obdobně se kovy se zápornými hodnotami elektrochemických potenciálů označují jako neušlechtilé.

## Fyzikálně-chemické vlastnosti
Protože mají ušlechtilé kovy vysoké hodnoty standardního elektrodového potenciálu, jsou vytěsňovány z roztoků svých solí kovy s nižším potenciálem i vodíkem z kyselin. Jsou tak nerozpustné ve většině kyselin, což vede k jejich obtížnému získávání z jejich rud. Zároveň však sami nemohou vytěsnit vodík nebo kovy s nižším potenciálem ze sloučenin, což je dělá velmi málo reaktivními a též velmi odolnými vůči korozi. Díky tomu jsou tyto kovy velmi ceněné a používané například v mincovnictví nebo elektrotechnice. Ušlechtilé kovy se také vyznačují svými elektrochemickými vlastnostmi, kdy podporují elektrochemickou korozi kovů s nižším potenciálem a redukci (vylučování) čistého vodíku. Díky těmto vlastnostem mají využití mimo jiné jako katalyzátory (při hydrogenaci organických sloučenin) nebo jako materiál pro elektrody.

## Poloušlechtilé kovy

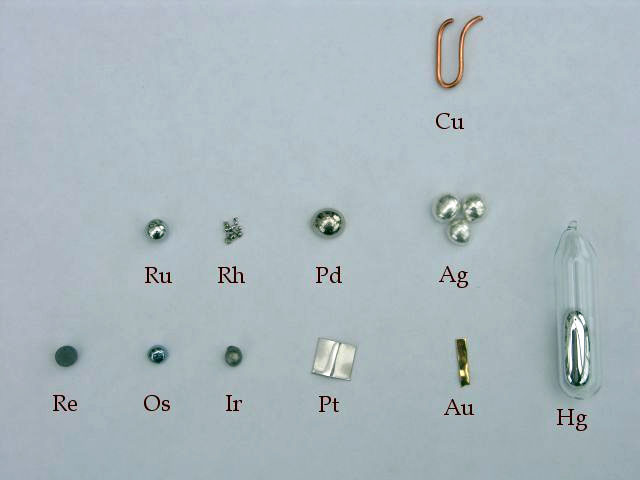
Běžné ušlechtilé kovy spolu s některými poloušlechtilými

Stanovení elektrodového potenciálu se běžně provádí měřením napětí vůči referenční vodíkové elektrodě, jejíž potenciál je definován jako nulový. Podle výsledku měření jsou kovy seřazeny do řady napětí kovů, tzv. Beketovovy řady. Čím dále od vodíku se kov s kladným potenciálem nachází, tím je ušlechtilejší. Podle této definice může mezi ušlechtilé kovy patřit také např. bismut nebo měď. Avšak tyto kovy jsou více reaktivní než ostatní ušlechtilé kovy, méně odolné vůči korozi a celkově více odlišné svými vlastnostmi od typických ušlechtilých kovů zlata nebo platiny. Z toho důvodu se jim běžně přezdívá poloušlechtilé kovy. Obdobně jsou mezi (polo)ušlechtilé kovy řazeny nepřechodná rtuť, radioaktivní technecium a další.
Někteří autoři na základě vysoké korozivzdornosti řadí mezi (polo)ušlechtilé kovy též další kovy, např. nikl a cín, přestože jejich elektrodový potenciál je záporný. Teoreticky by také mezi ušlechtilé kovy mohly patřit i blízké transaktinoidy. Avšak délka života (poločas rozpadu) těchto radioaktivních prvků je příliš krátká, aby řazení těchto prvků mezi ušlechtilé kovy mohlo mít praktický význam.